# Convención Evangélica Bautista del Paraguay
La Convención Evangélica Bautista del Paraguay es una asociación cristiana evangélica de iglesias bautistas que tiene su sede en Asunción, Paraguay. Ella está afiliada a la Unión Bautista Latinoamericana y a la Alianza Bautista Mundial.

## Historia

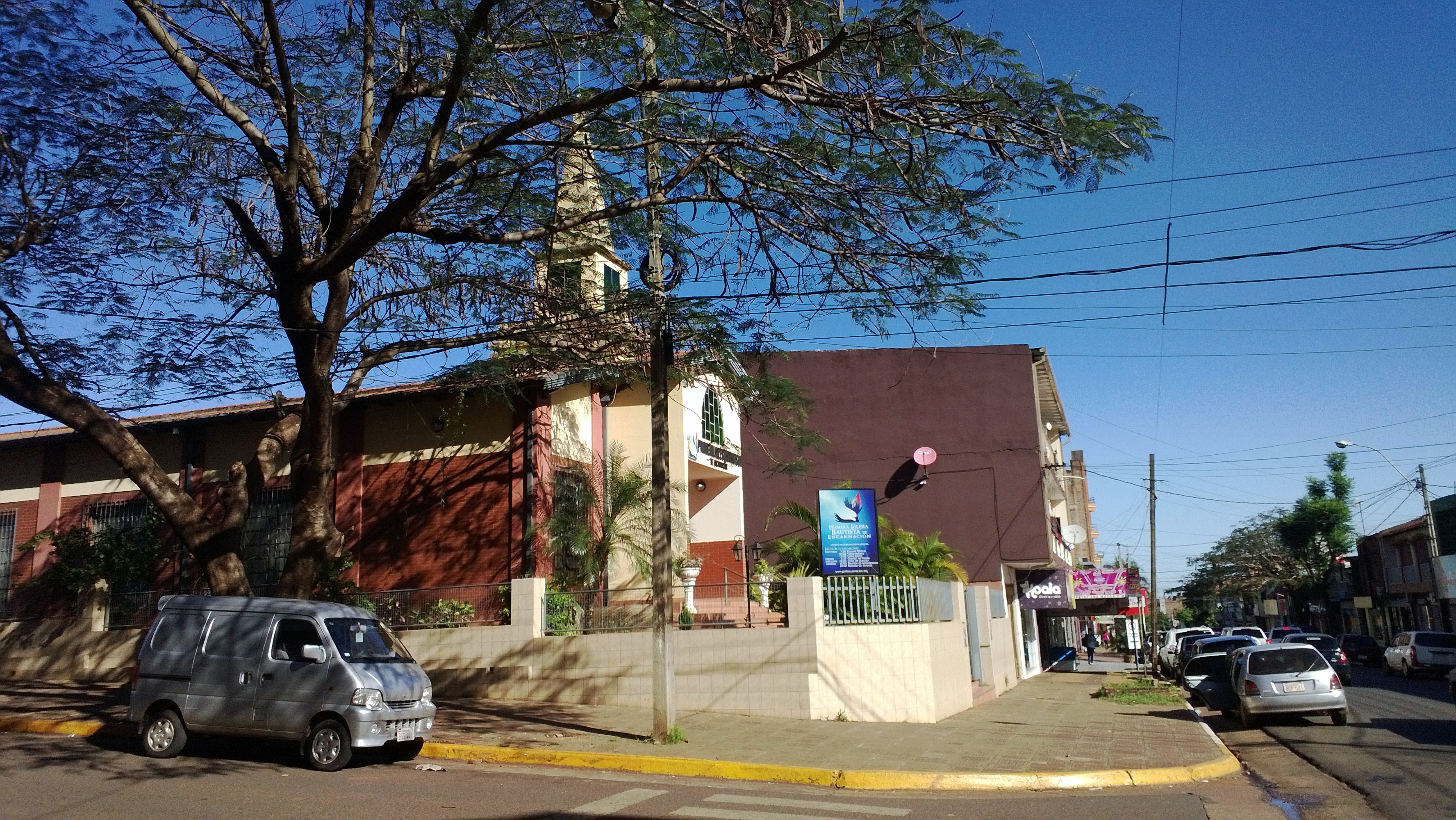
Iglesia Bautista de Encarnación (Paraguay).

La Convención Evangélica Bautista del Paraguay tiene sus orígenes en una misión de la Convención Evangélica Bautista Argentina en 1919.  Se funda en 1956. Según un censo de la asociación, en 2023 dijo que tenía 290 iglesias y 21,500 miembros.